# Flight of the Conchords
Flight of the Conchords - комедійний дует із Нової Зеландії, який складається з Брета МакКензі та Джемейна Клемена. Музика цього дуету стала основою при створенні серіалу Flight of the Conchords, прем'єра якого відбулася у 2007 році на каналі HBO.
Їх було названо "Найкращою альтернативною комедійною групою" у 2005 році на Американському фестивалі комедійного мистецтва, а також "Найкраща Нова Група" на Комедійному Фестивалі Мельбурна. Також вони отримали номінацію на Комедійну Нагороду Періера 2003 року на Единбурзькому Фестивалі Фріндж. Їхні живі виступи стали надзвичайно популярними не тільки у Новій Зеландії та США, але й в цілому світі.

## Історія кар'єри
МакКензі та Клемен жили разом в одній кімнаті у Університеті Вікторія міста Веллінгтон, де вони вивчали кіно та театр перед тим, як заснували Flight of the Conchords у 1998 році. Спочатку вони виступали як група з п'ятьох людей під назвою So You're a Man, до складу групи входив також Тайка Вайтіті.

### Виступи
Перший виступ Flight of the Conchords мали впродовж чотирьох вечорів (3-6 травня 2000) у програмі Newtown Salad, який транслювався по локальному 7 Каналі (пізніше переназваний на "WTV"). Група тоді зіграла такі пісні: "Bowie", "Ladies of the World", "Petrov, Yelyena and Me", та "Hotties".
У 2002 та 2003 році група виступала на Единбурзькому Фестивалі Фріндж, де їх пізніше номінували на комедійну нагороду Періера. Також вони виступала на комедійному фестивалі у Мельбурні, де їх було номіновано як "Найкраща Нова Група". 2004 року вони взяли участь у кампанії британського мобільного оператора Phones 4U.
Канал HBO дав групі окремий час у їхній програмі стендап програмі One Night Stand, що транслюється щоп'ятниці. Вони також виступали у програмі Comix comedy club, де вони записали два треки, включаючи трек 2007 року "The Distant Future". Також вони виступали на Техаському музичному Фестивалі South by Southwest у Техасі. Під час їхнього перебування у цьому штаті група створила документальний фільм Flight of the Conchords: A Texan Odyssey, який показали на каналі TV3 2006 року у Новій Зеландії.
У червні 2007 року група виступала на Вечірньому Шоу із Девідом Леттерманом, а також давали інтерв'ю Террі Ґроссу на радіо шоу станції NPR Fresh Air. Цього ж року група виступала на Музичному Фестивалі Бонару у Манчестері, Теннессі. Також у 2007 році вийшов їхніх сингл "The Distant Future", продюсером якого був Мікі Петралія, а сам трек був записаний у Лос-Анджелесі та Нью-Йорку з допомогою Метта Шейна. Виступи наживо були взяті із виступу групу на Comix comedy club у Нью-Йорку. 24 жовтня 2007 року Flight of the Conchords були музичним гостем у програмі Пізнє Вечірнє Шоу із Конаном О'Браяном.
У січні 2008 року група виступала як частина презентації Comcast на CES шоу 2008. 10 лютого 2008 року Flight of the Conchords виграли Ґреммі за Найкращий Комедійний Альбом ("The Distant Future").
13 лютого 2008 року Flight of the Conchords мали свій перший концерт після одержання Ґреммі, який був безкоштовним і відбувся у маленькому відео-магазині Aro Video. 5 березня 2008 року Джемейн і Брет виступали на приватному шоу  "The Depot" у Солт-Лейк-Сіті, Юта. Цей виступ був частиною вебконференції саміту Omniture. Наступного дня Flight of the Conchords виступили в аудиторії Кана У Нортвестерському Унверситеті. 24 квітня 2008 року група зіграла безкоштовне шоу у Amoeba Music у Голлівуді, Каліфорнія. 28 травня 2008 року - на конференції Google I/O у Сан-Франциско. Група також виступала на головній сцені музичного Фестивалю Sasquatch! в понеділок, 26 травня 2008 року. 12 липня 2008 року Flight of the Conchords виступили на 20 Музичному Фестивалі Sub Pop. 31 березня 2009 року дует виступав у Мастерсоні, Нова Зеландія для 2000 людей, щоб допомогти колишньому коледжу Джемейна зібрати  NZ$80,000, перед тим як група зібралась на тур Америкою. Також вони появились на шоу "Tim and Eric Awesome Show, Great Job!", де вони заміняли ведучих у деяких фрагментах, один з яких - гра в теніс.
Дует озвучив пару консультантів музичного табору в одній із серій "Сімпсонів", яка була першою серію 22 сезону цього анімаційного серіалу(вийшла 26 вересня 2010 року).

### Радіо серіал BBC
У 2004 група створила серіал для радіо BBC Radio 2. Здебільшого імпровізовано, серіал був основаним на пошуках групи комерційного успіху у Лондоні. Роб Брайдон був ведучим, Рис Дербі грав менеджера, а Джиммі Кар грав відданого фана Кіппера. Цей радіо-серіал є однозначно джерелом телевізійного серіалу Flight of the Conchords (сюжет дуже подібний - група приїжджає у чужу країну, щоб отримати успіх; Рис Дербі грає їхнього менеджера, який скликає збори; багато пісень пізніше буде використано у телесеріалі). Цей радіо-серіал пізніше виграв бронзову нагороду Sony Radio Academy Award у номінації "Комедія".

### Телевізійний серіал
У червні 2007 року на каналі HBO відбулася прем'єра серіалу "Flight of the Conchords", де головні ролі виконували Брет МакКензі та Джемейн Клемен. Після цього його транслювали канадські канали The Movie Network та Movie Central, а також The Comedy Network.
Цей серіал, так само як і радіосеріал BBC, базується на спробі групи з нової Зеландії досягнути успіху, проте цього разу у Нью-Йорку. Основні персонажі цього серіалу - Мюрей (Рис Дербі), Дейв (Ардж Баркер) і божевільна фанатка Мел (Крістен Шаал). У серіалі було також багато відомих комедіантів, які з'являлись як гості різних серій. Пісні групи вплітались у сюжет серії, тим самим підсилюючи комічний ефект. Перший сезон мав 12 серій.
Другий сезон "Flight of the Conchords" розпочався на HBO 18 січня 2009 року. Перша серія другого сезону вийшла у мережі Інтернет онлайн у програмі Funny or Die на пару тижнів раніше (17 грудня 2008 року). 21 грудня перша серія стала доступною для онлайн перегляду на таких платформах як  HBO.com, iTunes та каналі HBO на YouTube. Другий сезон складався із 10 серій.
10 грудня 2009 року дует разом із співтворцем та режисером серіалу Джеймсон Бобіном оголосили, що третього сезону не буде.
Попри те, що група має велику популярність за межами Нової Зеландії, є чутки про те, що національне телебачення Нової Зеландії часто відкидає пропозиції Брета та Джемейна щодо створення нового шоу. Браннаван Гналінгам пише у "The Lumiere Reader", що є такі чутки, що новозеландський TV3 відмовив групі у створенні шоу через те. що їхній гумор занадто "Веллінгтонський"(тобто, що їхній гумор зможуть зрозуміти тільки жителі Веллінгтона).

### Фільм
Джемейн Клемен, Брет МакКензі та Рис Дербі (головне тріо із "Flight of the Conchords") грали у фільмі "Діагноз: Смерть". Фільм вийшов 3 серпня 2009 року. Також Брет МакКензі мав невеличку роль у Володарі перснів: Повернення Короля. Попри те, що він був на екрані лише лічені секунди, його персонаж є неймовірно популярним, що пізніше дозволило йому мати розширенішу роль у трилогії "Хоббіт".

### Веб
Додатковий відео-матеріал можна подивитись на офіційному сайті HBO Flight of the Conchords, наприклад відео ломбарду Дейва. У травні 2010 Брет і Джемейн появились у вебвідео на сайті bbc.co.uk, де вони офіційно відкрили комедійний вебсайт BBC.

## Нагороди
| Нагорода                              | Ногороджені за          | Нагороджені на                 |
| ------------------------------------- | ----------------------- | ------------------------------ |
| Бронза(Комедія)                       | BBC Radio Series        | Sony Radio Academy Awards 2006 |
| Ґреммі за найкращий комедійний альбом | The Distant Future      | 50th Annual GRAMMY Awards 2007 |
| Альбом року                           | Flight of the Conchords | New Zealand Music Awards 08    |
| Найкраща група                        | Flight of the Conchords | New Zealand Music Awards 08    |
| Прорив року                           | Flight of the Conchords | New Zealand Music Awards 08    |
| Міжнароде досгнення                   | Flight of the Conchords | New Zealand Music Awards 08    |

### Інші заслуги
- 15 листопада 2007 року газета Домініон (Веллінгтон) нагородила Клемена та МакКензі 2007 Arts Wellys і назвала їх  Мешканцям Веллінгтону 2007 року.
- Журналіст Time назвав Flight of the Conchords одним з 5 найкращих телесеріалів 2007 року. давши йому 2 місце.
- Журнал Entertainment Weekly назвав Flight of the Conchords сьомим найкращим телесеріалом 2007 року.
- Flight of the Conchords було номіновано на два Еммі у 2008 (за Найкращий Сценарій(Комедія) та Найкраща Режисура (Комедія)).
- Три пісні Flight of the Conchords зайняли місця у Triple J Hottest 100 2008 року: "Business Time" #19, "The Most Beautiful Girl (In the Room)" #60 і "Hiphopopotamus Vs Rhymenocerous" #67.
- Наступного року Flight of the Conchords також мали три пісні у тому ж чарті: "Too Many Dicks (On The Dance Floor)" на #86, "Hurt Feelings" на #30 і "Carol Brown" на #24.
- Клемен був номінований у 2009 році на Еммі як Найкращий Актор (Комедія).
- У 2012 році МакКензі виграв Оскар за його роботу над фільмом "Маппет Шоу".

## Дискографія

### Альбоми
| Рік  | Назва                                         | Британський Чарт Альбомів | Американський Білборд 200 | Нова Зеландія | Австралія | Канадійський Чарт Альбомів | Лейбл                         |
| ---- | --------------------------------------------- | ------------------------- | ------------------------- | ------------- | --------- | -------------------------- | ----------------------------- |
| 2002 | Folk the World Tour                           | —                         | —                         | —             | —         | —                          | Flight of the Conchords Music |
| 2006 | The BBC Radio Series: Flight of the Conchords | —                         | —                         | —             | —         | —                          | BBC Audiobooks Ltd            |
| 2007 | The Distant Future                            | —                         | 116                       | 14            | —         | —                          | Sub Pop                       |
| 2008 | Flight of the Conchords                       | 32                        | 3                         | 1             | 37        | 34                         | Sub Pop                       |
| 2009 | Pencils in the Wind                           | —                         | —                         | —             | —         | —                          | Sub Pop                       |
| 2009 | I Told You I Was Freaky                       | 47                        | 10                        | 7             | —         | —                          | Sub Pop                       |